# Blue Mountain (vintersportort)
Blue Mountain är en vintersportort nordväst om Collingwood i provinsen Ontario i Kanada. Vid mitten av 2000-talets första decennium såldes 750 000 liftbiljetter per år, vilket gjorde Blue Mountain till tredje största vintersportorten i Kanada, efter Whistler-Blackcomb i British Columbia och Mont Tremblant i Québecprovinsen.

### Fotnoter
1. ↑  Roberta Avery, "A mountain of history at popular resort", Toronto Star, 18 januari 2007